# Diamantīs Chouchoumīs
Diamantīs Chouchoumīs (in greco: Διαμαντής Χουχούμης; Kymi-Aliveri, 17 luglio 1994) è un calciatore greco, difensore del Kīfisias.

## Caratteristiche tecniche
Giocatore che ricopre il ruolo di terzino sinistro.

## Carriera

### Club
Muove i suoi primi passi nel settore giovanile del Panathīnaïkos. Esordisce tra i professionisti il 29 ottobre 2012 in OFI Creta-Panathīnaïkos (2-2). L'8 novembre debutta in UEFA Europa League nell'incontro - valido per la fase a gironi della competizione - perso 3-0 contro la Lazio.
Il 26 aprile 2014 il Panathīnaïkos si impone per 4-1 in finale contro il PAOK, aggiudicandosi la Coppa di Grecia. Il 1º aprile 2015 rinnova il proprio contratto fino al 2018.

### Nazionale
Ha giocato nelle nazionali giovanili greche Under-18, Under-19 ed Under-21.

## Statistiche

### Presenze e reti nei club
Statistiche aggiornate al 18 marzo 2023.
| Stagione               | Squadra                | Campionato             | Campionato | Campionato | Coppe nazionali | Coppe nazionali | Coppe nazionali | Coppe continentali | Coppe continentali | Coppe continentali | Altre coppe | Altre coppe | Altre coppe | Totale | Totale |
| Stagione               | Squadra                | Comp                   | Pres       | Reti       | Comp            | Pres            | Reti            | Comp               | Pres               | Reti               | Comp        | Pres        | Reti        | Pres   | Reti   |
| ---------------------- | ---------------------- | ---------------------- | ---------- | ---------- | --------------- | --------------- | --------------- | ------------------ | ------------------ | ------------------ | ----------- | ----------- | ----------- | ------ | ------ |
| 2012-2013              | Panathīnaïkos          | SL                     | 8          | 0          | CG              | 2               | 0               | UCL+UEL            | 0+1                | 0                  | -           | -           | -           | 11     | 0      |
| 2013-2014              | Panathīnaïkos          | SL                     | 6+3        | 0          | CG              | 5               | 0               | -                  | -                  | -                  | -           | -           | -           | 14     | 0      |
| 2014-2015              | Panathīnaïkos          | SL                     | 14         | 1          | CG              | 3               | 0               | UCL+UEL            | 0+1                | 0                  | -           | -           | -           | 18     | 1      |
| 2015-2016              | Panathīnaïkos          | SL                     | 1+1        | 0          | CG              | 2               | 0               | UCL+UEL            | 0                  | 0                  | -           | -           | -           | 4      | 0      |
| 2016-2017              | Panathīnaïkos          | SL                     | 6          | 0          | CG              | 4               | 0               | UEL                | 2                  | 0                  | -           | -           | -           | 12     | 0      |
| Totale Panathinaikos   | Totale Panathinaikos   | Totale Panathinaikos   | 35+4       | 1          |                 | 16              | 0               |                    | 4                  | 0                  |             | -           | -           | 59     | 1      |
| 2017-2018              | Slovan Bratislava      | SL                     | 16         | 0          | CS              | 3               | 1               | -                  | -                  | -                  | -           | -           | -           | 20     | 0      |
| 2018-2019              | Vojvodina              | SL                     | 6          | 0          | CS              | 1               | 0               | -                  | -                  | -                  | -           | -           | -           | 7      | 0      |
| 2019-2020              | Apollōn Smyrnīs        | SL2                    | 9          | 1          | CG              | 1               | 0               | -                  | -                  | -                  | -           | -           | -           | 10     | 1      |
| 2020-2021              | Apollōn Smyrnīs        | SL                     | 18+7       | 0          | CG              | 2               | 0               | -                  | -                  | -                  | -           | -           | -           | 27     | 0      |
| Totale Apollōn Smyrnīs | Totale Apollōn Smyrnīs | Totale Apollōn Smyrnīs | 27+7       | 1          |                 | 3               | 0               |                    | -                  | -                  |             | -           | -           | 37     | 1      |
| 2021-2022              | Panaitōlikos           | SL                     | 20         | 0          | CG              | 4               | 0               | -                  | -                  | -                  | -           | -           | -           | 24     | 0      |
| 2022-2023              | Panaitōlikos           | SL                     | 23+1       | 1          | CG              | 0               | 0               | -                  | -                  | -                  | -           | -           | -           | 24     | 1      |
| Totale Panaitōlikos    | Totale Panaitōlikos    | Totale Panaitōlikos    | 43+1       | 1          |                 | 4               | 0               |                    | -                  | -                  |             | -           | -           | 48     | 1      |
| Totale carriera        | Totale carriera        | Totale carriera        | 139        | 3          |                 | 28              | 0               |                    | 4                  | 0                  |             | -           | -           | 171    | 3      |

## Palmarès

### Club

#### Competizioni nazionali
- Coppa di Grecia: 1

Panathīnaïkos: 2013-2014
- Coppa di Slovacchia: 1

Slovan Bratislava: 2017-2018